# Luy
Pour les articles homonymes, voir Luy (homonymie).
Le Luy (prononcé [lœj]) est un affluent gauche de l'Adour, entre le Louts et les Gaves réunis, dans le département français des Landes.

## Étymologie
Son nom vient vraisemblablement d'un mot aquitanien analogue au basque lohi « limon, boue », peut-être à rapprocher du celtique luto-, « marais », présent de l’Espagne à la Belgique. Il est documenté dans les textes anciens sous les formes Lui (1170), lo Hui (1286)… D'après Pierre de Marca, le cartulaire de Lescar (1101) le mentionnait sous la forme latine Lunius.

## Géographie
Le Luy (69,5 km) est constitué de la confluence du Luy de Béarn (77 km) au sud et du Luy de France (85 km) au nord. Les deux prennent leur source en Béarn, au nord-est de Pau, le premier à Andoins et le second à Limendous. Mais, pour le Sandre, Le Luy de Béarn est un affluent du Luy de France (cours principal) dont la longueur totale est alors de 154,5 km.
Luy de Béarn et Luy de France traversent d'est en ouest la Chalosse où ils se réunissent à moins d'un kilomètre à l'ouest du château de Gaujacq, puis le Luy conflue dans l'Adour en aval de Tercis-les-Bains (au sud-ouest de Dax).

## Départements et communes traversés
- le Luy de France :
  - Pyrénées-Atlantiques : Andoins, Ouillon, Morlaàs, Saint-Jammes, Maucor, Higuères-Souye, Bernadets, Saint-Armou, Anos, Barinque, Lasclaveries, Astis, Auriac, Thèze, Argelos, Viven, Auga, Lème, Séby, Méracq, Mialos, Vignes, Louvigny, Arzacq-Arraziguet, Garos, Cabidos, Malaussanne, Montagut.
  - Landes : Monget, Momuy, Nassiet, Cazalis, Amou, Brassempouy, Gaujacq.

- le Luy de Béarn :
  - Pyrénées-Atlantiques : Aubin, Bouillon, Buros, Caubios-Loos, Géus-d'Arzacq, Hagetaubin, Labeyrie, Lacadée, Larreule, Mazerolles, Momas, Montardon, Morlaàs, Morlanne, Pau, Pomps, Saint-Médard, Sault-de-Navailles, Sauvagnon, Serres-Castet, Serres-Morlaàs, Uzan, Uzein.
  - Landes : Amou, Castel-Sarrazin.

- le Luy :
  - Landes : Pomarez, Castelnau-Chalosse, Ozourt, Garrey, Clermont, Sort-en-Chalosse, Saugnac-et-Cambran, Narrosse, Saint-Pandelon, Oeyreluy, Tercis-les-Bains

## Principaux affluents
- le Luy de France :
  - (D) la Souye, en provenance d'Espoey ;
  - (G) le Riu Mayou, en provenance de Bournos ;
  - (G) l'Arance (ou la Rance), en provenance de Fichous-Riumayou.
- le Luy de Béarn :
  - (G) l'Aïgue Longue, en provenance de la lande du Pont-Long au nord de Pau ;
  - (G) l'Uzan, à Uzan, en provenance de Pont-Long ;
  - (G) l'Aubin, en provenance de Cescau ;
  - (G) l'Oursoû, en provenance de Bonnut au nord d'Orthez.
- le Luy :
  - (G) le Grand Arrigan / Arrigau (arrèc cau), en provenance de Tilh[5] ;
    - (D) l'Arrigau / Arrigan du Gert.

  - (G) le Bassecq ;
  - (D) le Cazeaux.